# Tunezja na Mistrzostwach Świata w Lekkoatletyce 2011
Tunezja na Mistrzostwach Świata w Lekkoatletyce 2011 była reprezentowana przez 5 zawodników.

## Wyniki reprezentantów Tunezji

### Mężczyźni

#### Konkurencje biegowe
| Konkurencja           | Zawodnik        | Półfinał | Półfinał | Finał    | Finał   |
| Konkurencja           | Zawodnik        | Rezultat | Pozycja  | Rezultat | Pozycja |
| --------------------- | --------------- | -------- | -------- | -------- | ------- |
| 3000 m z przeszkodami | Amor Ben Yahia  | 8:30.02  | 19.      |          |         |
| chód na 20 km         | Hassanine Sebei |          |          | 1:25:17  | 26.     |
| chód na 20 km         | Hédi Teraoui    |          |          | 1:29:48  | 34.     |

### Kobiety

#### Konkurencje biegowe
| Konkurencja           | Zawodnik        | Półfinał | Półfinał | Finał        | Finał   |
| Konkurencja           | Zawodnik        | Rezultat | Pozycja  | Rezultat     | Pozycja |
| --------------------- | --------------- | -------- | -------- | ------------ | ------- |
| 3000 m z przeszkodami | Habiba Ghribi   | 9:24.56  | 2. Q     | 9:11.97 (NR) | 2.      |
| chód na 20 km         | Chaima Trabelsi |          |          | 1:46:29      | 40.     |